# فيتوريو مانلي
فيتوريو مانلي (بالإيطالية: Vittorio Magnelli)‏ مواليد 4 سبتمبر 1957، هو لاعب كرة مضرب إيطالي سابق وكان يلعب باليد اليمنى. أعلى تصنيف له في الفردي كان المركز الـ 280 في سنة 1982. أعلى تصنيف له في الزوجي كان المركز الـ 409 في سنة 1983.

## روابط خارجية
- فيتوريو مانلي على موقع رابطة محترفي التنس (الإنجليزية)
- فيتوريو مانلي على موقع الاتحاد الدولي لكرة المضرب (الإنجليزية)